# Kerncentrale Gundremmingen
Kerncentrale Gundremmingen (KRB) ligt in de gemeente Gundremmingen van deelstaat Beieren dicht bij de river de Donau. De centrale is voor 75% in bezit van het Duitse nutsbedrijf RWE en de rest is in handen van E.ON.

## Beschrijving
De centrale had drie kokendwaterreactoren (BWR). Reactor A is permanent stilgelegd in 1977. In 1976 begon de bouw van reactoren  B en C op deze locatie. Na acht jaar bouwen kwam de centrale in 1984 in productie.
Reactor B staakte op 31 december 2017 de productie. Sinds de ingebruikname 33 jaar geleden heeft deze reactor 330 miljard kilowattuur geleverd. Over de gehele periode was de reactor voor 90% van de tijd in gebruik. Volgens de Duitse regeringsplannen om volledig afscheid te nemen van de elektriciteitsproductie door middel van kernenergiecentrales, is de derde en laatste reactor (C) gesloten op 31 december 2021. Reactor C had een productie van zo'n 10 TWh op jaarbasis.
| Reactorblok             | Reactortype | Vermogen | Begin bouw | Inbedrijfname | Stillegging  |
| ----------------------- | ----------- | -------- | ---------- | ------------- | ------------ |
| Gundremmingen-A (KRB A) | BWR         | 237 MW   | 1962       | 1966          | 1977         |
| Gundremmingen-B (GUN-B) | BWR         | 1244 MW  | 1976       | 1984          | 31 dec. 2017 |
| Gundremmingen-C (GUN-C) | BWR         | 1244 MW  | 1976       | 1985          | 31 dec. 2021 |

Op de locatie is ook een tijdelijke opslagfaciliteit voor verbruikte splijtstofelementen in Castor-containers. Het is in 2006 in gebruik genomen en biedt opslagruimte voor maximaal 192 containers. Deze opslagfaciliteit is op 1 januari 2019 overgedragen aan de Gesellschaft für Zwischenlagerung mbH (BGZ).